# Tomasz Wróbel
Tomasz Wróbel (Tarnów, 10 luglio 1982) è un allenatore di calcio ed ex calciatore polacco, di ruolo difensore.